# Tepetzintla, Xilitla
Tepetzintla är en ort i Mexiko.   Den ligger i kommunen Xilitla och delstaten San Luis Potosí, i den centrala delen av landet, 220 km norr om huvudstaden Mexico City. Tepetzintla ligger 304 meter över havet och antalet invånare är 196.
Terrängen runt Tepetzintla är huvudsakligen kuperad, men åt nordost är den platt. Runt Tepetzintla är det tätbefolkat, med 427 invånare per kvadratkilometer. Närmaste större samhälle är Tamazunchale, 18,2 km sydost om Tepetzintla. I omgivningarna runt Tepetzintla växer huvudsakligen savannskog.